# Helictopleurus seminiger
Helictopleurus seminiger là một loài bọ cánh cứng trong họ Bọ hung (Scarabaeidae).